# Zmarli w roku 1840
Lista osób zmarłych w 1840:

## styczeń 1840
- 9 stycznia:
  - Teresa Kim, koreańska męczennica, święta katolicka[1]
  - Agata Yi, koreańska męczennica, święta katolicka[2]
- 20 stycznia – Stefan Min Kŭk-ka, koreański męczennik, święty katolicki[3]
- 23 stycznia – Andrzej Chŏng Hwa-gyŏng, koreański męczennik, święty katolicki[4]
- 30 stycznia – Paweł Hŏ Hyŏb, koreański męczennik, święty katolicki[3]
- 31 stycznia:
  - Augustyn Pak Chong-wŏn, koreański męczennik, święty katolicki[5]
  - Piotr Hong Pyŏng-ju, koreański męczennik, święty katolicki[3]
  - Magdalena Son Sŏ-byok, koreańska męczennica, święta katolicka[3]
  - Agata Yi Kyŏng-i, koreańska męczennica, święta katolicka[3]
  - Maria Yi In-dŏk, koreańska męczennica, święta katolicka[3]
  - Agata Kwŏn Chin-i, koreańska męczennica, święta katolicka[3]

## luty 1840
- 1 lutego:
  - Paweł Hong Yŏng-ju, koreański męczennik, święty katolicki[6]
  - Jan Yi Mun-u, koreański męczennik, święty katolicki[7]
  - Barbara Ch’oe Yŏng-i, koreańska męczennica, święta katolicka[8]
- 2 lutego – Stefan Bellesini, włoski augustianin, błogosławiony katolicki[9]

## marzec 1840
- 2 marca – Heinrich Wilhelm Olbers, niemiecki astronom[10]

## kwiecień 1840
- 25 kwietnia – Siméon Denis Poisson, francuski mechanik teoretyk, fizyk i matematyk[11]
- 28 kwietnia:
  - Paweł Phạm Khắc Khoan, wietnamski ksiądz, męczennik, święty katolicki[12]
  - Piotr Nguyễn Văn Hiếu, wietnamski męczennik, święty katolicki[13]
  - Jan Chrzciciel Đinh Văn Thanh, wietnamski męczennik, święty katolicki[14]

## maj 1840
- 7 maja – Caspar David Friedrich, malarz niemiecki[15]
- 9 maja – Józef Đỗ Quang Hiển, wietnamski dominikanin, męczennik, święty katolicki[16]
- 27 maja – Niccolò Paganini, włoski skrzypek i kompozytor[17]

## czerwiec 1840
- 5 czerwca – Łukasz Vũ Bá Loan, wietnamski ksiądz, męczennik, święty katolicki[18]
- 6 czerwca – Marcelin Champagnat, francuski duchowny katolicki, założyciel Braci Szkolnych Marystów, święty[19]
- 7 czerwca – Fryderyk Wilhelm III Pruski, król pruski z dynastii Hohenzollernów[20]
- 27 czerwca – Tomasz Toán, wietnamski męczennik, święty katolicki[21]

## lipiec 1840
- 2 lipca – Bogdan Jański, polski ekonomista, założyciel Zgromadzenia Zmartwychwstania Pańskiego[22]
- 10 lipca:
  - Antoni Nguyễn Hữu Quỳnh, wietnamski męczennik, święty katolicki[23]
  - Piotr Nguyễn Khắc Tự, wietnamski męczennik, święty katolicki[24]
- 23 lipca – Karl Blechen, niemiecki malarz i grafik[25]

## wrzesień 1840
- 11 września – Jan Gabriel Perboyre, francuski lazarysta, misjonarz w Chinach, męczennik, święty katolicki[26]
- 18 września – Dominik Trạch, wietnamski męczennik, święty katolicki[27]

## listopad 1840
- 8 listopada:
  - Marcin Tạ Đức Thịnh, wietnamski ksiądz, męczennik, święty katolicki[28]
  - Paweł Nguyễn Ngân, wietnamski ksiądz, męczennik, święty katolicki[29]
  - Marcin Thọ, wietnamski męczennik, święty katolicki[30]
  - Józef Nguyễn Đình Nghi, wietnamski ksiądz, męczennik, święty katolicki[31]
  - Jan Chrzciciel Cỏn, wietnamski męczennik, święty katolicki[32]

## grudzień 1840
- 12 grudnia – Szymon Phan Đắc Hoà, wietnamski męczennik, święty katolicki[33]
- data dzienna nieznana: 
  - Michał Hube, prawnik polski[34]
  - Izydor Krasiński, polski generał, minister wojny Rządu Narodowego w czasie powstania listopadowego[35]
  - Ignacy Miączyński, prezes Senatu w czasie powstania listopadowego[36]